# Adalbert Brauer
Adalbert James Richard August Brauer (* 24. August 1908 in Villingen/Baden; † 25. Oktober 1990 in Frankfurt a. M.) war ein deutscher Historiker, Genealoge und Archivar.

## Leben
Adalbert Brauer war der älteste Sohn von Arnold Brauer (1878–1962) und seiner Ehefrau Ellen, geb. Allan (1879–1912). Er erhielt zunächst bis 1917 Privatunterricht, anschließend besuchte er bis 1919 das Realgymnasium in Berlin-Schmargendorf, ab 1919 das Carolinum in Neustrelitz, von 1920 bis 1922 das Realgymnasium in Leipzig und von 1922 bis 1927 das Nikolai-Gymnasium. Dort machte er 1927 Abitur. Es schloss sich ein Studium der Geschichte, Geographie und Anglistik in Leipzig und Münster an, und 1931 wurde Brauer an der Westfälischen Wilhelms-Universität in Münster promoviert.
Brauer war antimilitaristisch und antinational eingestellt und sympathisierte mit linken Parteien. 1931 wurde er Mitarbeiter der Londoner Firma Systematic Advertising Specialists, in der er auch journalistisch tätig war. Im August 1933 wurde er in Frankfurt a. M. wegen Devisenvergehens verhaftet und im Januar 1934 zu einem Jahr Gefängnis verurteilt. Weihnachten 1934 freigelassen, wurde er am 1. Februar 1935 wieder inhaftiert. Er simulierte ein Nervenleiden und wurde im Dezember 1935 als unheilbar geisteskrank entlassen. Im Mai 1935 wurde ihm auch sein Doktortitel aberkannt. Anschließend war er in der sächsischen Nervenheilanstalt Hochweitzschen untergebracht, wo er im Mai 1937 als geheilt entlassen wurde.
Anschließend zog Brauer nach Ruppersdorf in der Oberlausitz und wurde Archivpfleger in Eibau / Oberlausitz. Gegen Kriegsende ging er nach Niederbayern und bekam dort nach dem Einmarsch der Amerikaner verantwortliche politische Positionen übertragen, im Juni 1945 wurde er Landrat von Griesbach. Im Dezember 1945 erhielt Brauer auch seinen Doktortitel zurück. Ab 1952 wurde er Mitarbeiter des Börsenblatts des Deutschen Buchhandels und 1960 Mitglied der Historischen Kommission des Börsenvereins, dessen Archivar er 1969 wurde. Zuvor hatte er einige Abhandlungen zu Themen des Buchhandels, zu einzelnen Personen und zu einzelnen Verlegerfamilien verfasst. Brauer war Mitglied der Oberlausitzischen Gesellschaft der Wissenschaften und publizierte verschiedene Studien zur Geschichte der Region.

## Schriften (Auswahl)
- Der Oranje Freistaat 1854–1888. Lechte, Emsdetten 1931 (Münster, Univ., Diss.).
- Dümmler-Chronik: aus anderthalb Jahrhundert Verlagsgeschichte. Dümmler, Bonn 1958 (Dümmlerbuch; 8200).
- Burgen und Schlösser in Hessen: nach alten Stichen. Weidlich, Frankfurt a. M. 1959 (Burgen, Schlösser, Herrensitze; 10).
- Friedrich Christoph Perthes. In: Archiv für Sippenforschung und alle verwandten Gebiete, Bd. 37/38 (1971/72), 47 (August), S. 525–548.
- Das oberlausitzer Leinwandhändlergeschlecht Christoph von Linnefeld und seine Anverwandten. In: Archiv für Sippenforschung und alle verwandten Gebiete, Bd. 39 (1973), 50, S. 132–146.
- zusammen mit Bertold Hack und Hans-Heinrich Peters: August Vaternahm, Bahnhofsbuchhandlung: 1874–1974. August Vaternahm, Kassel 1974.
- Ferdinand Dümmler: Porträt eines Verlages anläßlich des 200. Geburtstages seines Firmengründers. Dümmler, Bonn 1977 (Dümmlerbuch; 8203), ISBN 3-427-82031-9.
- Weidmann: 1680–1980; 300 Jahre aus der Geschichte eines der ältesten Verlage der Welt. Weidmann, [Zürich] 1980, ISBN 3-296-10000-8.
- Commercial connections between British and German publishers in the past. In: Oxford German Studies. Book Supplement 1, 1978.